# Jean-Etienne Valluy
Jean-Etienne Valluy, francoski general, * 1899, † 1970.